# Бапи (рудник)
Бапи (рудник) — підприємство гірничорудної промисловості на півдні Карагандинської області Казахстану, яке веде розробку однойменного залізорудного родовища.
Родовище Бапи відкрили ще в 1940 році, проте видобуток тут почали тільки 2011-го. Проєктом опікується компанія «Горное дело», яка діє через ТОВ «Bapy Mining».
Видобуток провадять відкритим способом, при цьому річна потужність рудника визначена на рівні 3 млн тонн. До комплексу облаштування рудника входить збагачувальна фабрика, яка доводить вміст заліза до 52 %, при цьому її потужність з випуску аглоруди оцінено на рівні 1,3 млн тонн. Вивозять продукцію через залізничну станцію Мойинти, на якій облаштували відвантажувальний термінал.
Первісно частину продукції відправляли на Текелійський гірничо-промисловий комплекс (ТГПК), де проводили дозбагачення до рівня у 62 % заліза. З 2017-го ТГПК споживає продукцію з Бапи для живлення власного доменного виробництва чавуну. Можливо відзначити, що компанія «Горное дело» первісно була однім із засновників ТГПК, проте станом на 2022 рік уже не брала в ньому участі. Зате в 2022-му «Горное дело» через компанію «Електромарганець» ввело в дію у Текелі установку прямого відновлення заліза, яка також споживає продукцію Бапи.
Наразі збагачувальна фабрика рудника Бапи також працює з продукцією рудника Жуантобе.
За радянською класифікацією за Бапи числилося 88 млн тонн запасів, за проведеною в 2008-му класифікацією за стандартом JORC запаси й ресурси родовища становлять до 46 млн тонн.